# Terrytown (Nebraska)
Terrytown je grad u američkoj saveznoj državi Nebraska. Prema popisu stanovništva iz 2010. u njemu je živjelo 1,198 stanovnika.